# Elie Redon
Elie Alexandre Redon (* 26. Juli 1884 in Saint-Vallier; † 11. August 1963) war ein französischer Autorennfahrer.

## Karriere als Rennfahrer
Elie Redon zählte zu den Rennfahrern, die 1923 beim ersten 24-Stunden-Rennen von Le Mans der Motorsportgeschichte am Start waren. Gemeinsam mit Edouard Probst steuerte er einen Berliet VH 12HP an die 20. Stelle der Gesamtwertung. 

## Statistik

### Le-Mans-Ergebnisse
| Jahr | Team                       | Fahrzeug        | Teamkollege    | Platzierung | Ausfallgrund |
| ---- | -------------------------- | --------------- | -------------- | ----------- | ------------ |
| 1923 | Automobiles Marius Berliet | Berliet VH 12HP | Edouard Probst | Rang 20     |              |